# Кубок Боснії і Герцеговини з футболу 2013—2014
Кубок Боснії і Герцеговини з футболу 2013–2014 — 20-й розіграш кубкового футбольного турніру в Боснії і Герцеговині. Володарем кубку вп'яте став Сараєво.

## Перший раунд
| Команда 1                  | Рахунок             | Команда 2            |
| -------------------------- | ------------------- | -------------------- |
| 17 вересня 2013            |                     |                      |
| Борац (Баня-Лука)          | 3:0                 | Дрина (Вишеград) (2) |
| Подгрмеч (2)               | 2:7                 | Сараєво              |
| 18 вересня 2013            |                     |                      |
| Леотар                     | 0:2                 | Олімпік (Сараєво)    |
| Вележ                      | 8:0                 | Рієка (Вітез) (4)    |
| Вітез                      | 2:1                 | Звєзда               |
| Младость (Веліка Обарска)  | 2:1                 | Подріньє (Яня) (2)   |
| Іґман (Коніц) (2)          | 0:2                 | Широкі Брієг         |
| Натрон (3)                 | 7:3                 | Младость (Жупча) (3) |
| Слога (Добой) (2)          | 0:0 (дч) пен. 3:4   | Груде (3)            |
| Славія                     | 2:0                 | Ораш'є (2)           |
| Братство (Грачаніца) (2)   | 1:0                 | Слобода (Тузла) (2)  |
| Бранітель (2)              | 0:0 (дч) (пен. 2:4) | Радник               |
| Слобода (Мрконич-Град) (2) | 4:3                 | Травнік              |
| Зриньські                  | 1:1 (дч) (пен. 5:4) | Рудар (Прієдор)      |
| Модрича (2)                | 0:1                 | Челік                |
| Козара (2)                 | 0:2                 | Желєзнічар           |

## 1/8 фіналу
| Команда 1                  | Заг.         | Команда 2                 | 1-й матч | 2-й матч |
| -------------------------- | ------------ | ------------------------- | -------- | -------- |
| 22 жовтня/6 листопада 2013 |              |                           |          |          |
| Вітез                      | 2:2 пен. 2:4 | Сараєво                   | 1:1      | 1:1 дч   |
| Зриньські                  | 5:1          | Борац (Баня-Лука)         | 4:0      | 1:1      |
| 23 жовтня/6 листопада 2013 |              |                           |          |          |
| Натрон (3)                 | 1:5          | Младость (Веліка Обарска) | 1:1      | 0:4      |
| Челік                      | 6:2          | Братство (Грачаніца) (2)  | 4:0      | 2:2      |
| Олімпік (Сараєво)          | 3:0          | Груде (3)                 | 2:0      | 1:0      |
| Слобода (Мрконич-Град) (2) | 4:7          | Вележ                     | 2:3      | 2:4      |
| Широкі Брієг               | 5:1          | Радник                    | 4:1      | 1:0      |
| Славія                     | 0:4          | Желєзнічар                | 0:2      | 0:2      |

## Чвертьфінали
| Команда 1                 | Заг.    | Команда 2         | 1-й матч | 2-й матч |
| ------------------------- | ------- | ----------------- | -------- | -------- |
| 12/26 березня 2014        |         |                   |          |          |
| Широкі Брієг              | 4:3     | Олімпік (Сараєво) | 2:0      | 2:3      |
| Младость (Веліка Обарска) | 1:6     | Зриньські         | 0:1      | 1:5      |
| Челік                     | 1:1 (ч) | Вележ             | 0:0      | 1:1      |
| Желєзнічар                | 1:1 (ч) | Сараєво           | 1:1      | 0:0      |

## Півфінали
| Команда 1        | Заг. | Команда 2    | 1-й матч | 2-й матч |
| ---------------- | ---- | ------------ | -------- | -------- |
| 2/16 квітня 2014 |      |              |          |          |
| Сараєво          | 3:1  | Зриньські    | 0:0      | 3:1      |
| Челік            | 2:1  | Широкі Брієг | 2:0      | 0:1      |

## Фінал
| Команда 1        | Заг. | Команда 2 | 1-й матч | 2-й матч |
| ---------------- | ---- | --------- | -------- | -------- |
| 7/23 травня 2014 |      |           |          |          |
| Челік            | 1:5  | Сараєво   | 0:2      | 1:3      |

### Перший матч
| 7 травня 2014 18:00 (UTC+2) |

| Челік | 0:2      | Сараєво                      |
| ----- | -------- | ---------------------------- |
|       | Протокол | Тривунович 43' Стойчев 90+3' |

| Стадіон «Бліно поле», Зениця Глядачів: 9 000 Арбітр: Огнен Вальїч |

### Повторний матч
| 23 травня 2014 18:00 (UTC+2) |

| Сараєво                                 | 3:1      | Челік         |
| --------------------------------------- | -------- | ------------- |
| Велковський 67' Пузігаца 69' Білбія 83' | Протокол | Мешанович 82' |

| Асім Ферхатович-Хасе, Сараєво Глядачів: 7 000 Арбітр: Едін Якупович |